# Giuseppe Scaramangà di Altomonte
Giuseppe Scaramangà di Altomonte (1872 – 4. března 1960 Terst) byl rakouský sběratel umění a politik italské národnosti z Terstu, na počátku 20. století poslanec Říšské rady.

## Biografie
Pocházel z terstské rodiny řeckého původu. Patřil mezi významné osobnosti hospodářského a kulturního života města na počátku 20. století. Později se stáhl z hospodářských aktivit a místo toho se soustřeďoval na shromaždování kulturních pamětihodností. Po jeho smrti vznikla nadace a později i muzeum, které nese jeho jméno.
Působil krátce i jako poslanec Říšské rady (celostátního parlamentu Předlitavska), kam usedl v doplňovacích volbách roku 1905 za I. voličský sbor v Terstu. Nastoupil 24. ledna 1905 místo Giuseppe Acquaroliho. Rezignace byla oznámena na schůzi 29. září 1905. V parlamentu byl členem poslaneckého Italského klubu. Rezignace na mandát souvisela s nedůvěrou, kterou mu (a několika dalším terstským poslancům) vyjádřilo místní italské sdružení Associazione Patria.
Zemřel v březnu 1960 ve svém bytě ve via Fabio Filzi v Terstu.